# Markus Zilch
Markus Zilch (* 1964 in Essen) ist ein deutscher Basketballtrainer. Er stand unter anderem bei den deutschen Zweitligisten Essen, Düsseldorf und Freiburg sowie beim österreichischen Bundesligisten Oberwart an der Seitenlinie.

## Laufbahn
Zilch war von 2000 bis 2005 Cheftrainer der Herrenmannschaft von ETB Schwarz-Weiß Essen. Ab 2001 betreute er die Mannschaft in der 2. Basketball-Bundesliga. Von der Westdeutschen Allgemeinen Zeitung wurde er in Essen sportartübergreifend als Trainer des Jahres 2003 ausgezeichnet. Im Oktober 2005 kam es zur Trennung zwischen Zilch und dem Zweitligisten.
Er übernahm Anfang November 2005 das Traineramt bei den Oberwart Gunners in der österreichischen Bundesliga und führte die Mannschaft in der Spielzeit 2005/06 vom letzten Tabellenplatz bei seinem Amtsantritt auf den fünften Rang am Saisonende. Im Februar 2007 endete Zilchs Amtszeit in Oberwart.
Im Oktober 2007 wurde er zunächst übergangsweise Cheftrainer der Düsseldorf Magics aus der 2. Bundesliga ProA, zur Folgesaison 2008/09 übernahm er den Posten beim USC Freiburg. Sportlich verpasste der USC unter Zilchs Leitung den Klassenverbleib in der 2. Bundesliga ProB, erhielt aber aufgrund des Rückzugs anderer Mannschaften für das Spieljahr 2009/10 eine Lizenz für die ProA zugesprochen. Nach jener Saison, in der Freiburg den sportlichen ProA-Verbleib schaffte, endete Zilchs Amtszeit in Freiburg.
Später arbeitete er als Individualtrainer bei den Crailsheim Merlins, Ende November 2018 übernahm er übergangsweise zudem die Trainerämter bei der zweiten Crailsheimer Herrenmannschaft in der Regionalliga sowie der U19-Jungenmannschaft. Nach dem Ende der Saison 2018/19 kehrte er zu seiner Hauptaufgabe als Crailsheimer Individualtrainer zurück. Zur Saison 2021/22 erhielt er in Crailsheim wieder die Aufgabe, die männliche U19 in der Nachwuchs-Basketball-Bundesliga und die zweite Herrenmannschaft als Trainer zu betreuen. Zilch arbeitete bis 2024 in Crailsheim.